# Karin Maria Kwant
Karin Maria Kwant (Eskilstuna, 6 mei 1907 – Bunnik, 8 januari 1998) was een Nederlands sopraan, zangpedagoge en koordirigent.
Ze was dochter van fluitist Cor Kwant en zangeres Karin Törngren. Kwant en Törngren leerden elkaar in Zweden kennen toen hij fluitist was bij het Göteborg Symfonieorkest. Ze werd begraven in het graf van vader en moeder te Bilthoven.
Ze kreeg een piano-opleiding aan het Conservatorium van Utrecht ; het gezin was rond 1910 in Utrecht neergestreken. Ze kreeg zanglessen van haar moeder Karin Kwant-Törngren, Cornelie van Zanten en Berthe Seroen. Een aanvullende studie vond plaats in Berlijn bij Louis Tulder. Ze werd sopraan, maar de nadruk lag op zangpedagogie voor beroeps- en amateurzangers. Voorts was ze langdurig dirigent van het Utrechts Vrouwenkoor (1949-1972), het studentenkoor Canto, Utrechts Studenten Kamerkoor en Huisvrouwenkoren in Utrecht en Woerden.
Ze was ook enige tijd muziekrecensent voor Het Vrije Volk en Nieuw Utrechts Dagblad (1957-1972).